# Николай (Кутепов)
Митрополи́т Никола́й (в миру Николай Васильевич Кутепов; 4 октября 1924, хутор Кутепово, Тульская губерния — 21 июня 2001, Нижний Новгород) — епископ Русской православной церкви; митрополит Нижегородский и Арзамасский.

## Биография
Родился 4 октября 1924 года на хуторе Кутепове (ныне Киреевский район Тульской области) в семье крестьянина.
По окончании средней школы был зачислен в Тульское пулемётное училище и в 1942 году направлен на фронт. Воевал рядовым под Сталинградом. После ранения (два пулемётных ранения и обморожение конечностей) попал в госпиталь, откуда после ампутации пальцев обеих ног, демобилизовался и в 1943 году возвратился в Тулу.
В сентябре 1944 года поступил на 1-й курс Тульского механического института.
Будучи студентом, прислуживал за архиерейскими богослужениями в должности иподиакона.
С октября 1946 года был секретарём Тульского архиепископа Антония (Марценко), арестованного в декабре 1951 года.
В 1947 году выбыл из числа студентов механического института.
В сентябре 1950 года поступил в 3-й класс Московской духовной семинарии.
В 1952 году окончил полный курс Московской семинарии и уволен от должности секретаря.
В 1953 году был принят в клир Вологодской епархии и назначен на должность сверхштатного псаломщика при Череповецком кафедральном соборе.
12 июля 1953 года епископом Гавриилом (Огородниковым) рукоположён во диакона к Казанской церкви города Устюжны.
В 1954—1958 годы — обучался в Ленинградской духовной академии. Кандидат богословия. После окончании академии  написал книгу «Митрополит Новгородский и Санкт-Петербургский Исидор (Никольский)», которая была издана в 2009 году.
С 1958 года — помощник инспектора и преподаватель Киевской духовной семинарии.
В ноябре 1959 года рукоположён в сан священника.
20 декабря 1959 года принял монашество, став последним постриженником Киево-Печерской лавры перед её закрытием, и в начале 1960 года назначен инспектором Саратовской духовной семинарии, закрытой после окончания 1960/1961 учебного года.

## Архиерейское служение
28 августа 1961 года определён епископом Мукачевским и Ужгородским и возведён в сан архимандрита. 10 сентября хиротонисан во епископа Мукачевского и Ужгородского в Успенском соборе Троице-Сергиевой лавры. Хиротонию совершали митрополиты Крутицкий и Коломенский Питирим (Свиридов), Херсонский и Одесский Борис (Вик), архиепископы Эдмонтонский и Канадский Пантелеимон (Рудык), Ярославский и Ростовский Никодим (Ротов), епископы Подольский Киприан (Зёрнов), Костромской и Галичский Никодим (Руснак), Таллинский и Эстонский Алексий (Ридигер).
С 9 октября 1963 года — епископ Омский и Тюменский.
С 16 декабря 1969 года — епископ Ростовский и Новочеркасский.
С 1 декабря 1970 года — епископ Владимирский и Суздальский.
9 сентября 1972 года возведён в сан архиепископа.
Отпевал епископа Рязанского Бориса (Скворцова), скончавшегося 11 августа 1972 года, и был назначен временно управляющим Рязанской епархией; освобождён от временного управления 11 октября того же года.
С 17 апреля 1975 года — архиепископ Калужский и Боровский.
С 11 июня 1977 года — архиепископ Горьковский и Арзамасский.
17 апреля 1978 года отпевал архиепископа Кировского и Слободского Мстислава (Волонсевича).
27 мая 1981 года на Второй Всесоюзной конференции общества «Родина» избран членом совета Общества по культурным связям с соотечественниками за рубежом «Родина».
С 23 по 31 мая 1985 года в составе делегации общества «Родина» находился с Италии и в том же году с 23 июня по 1 июля во главе делегации Русской православной церкви участвовал в праздновании 40-летия встречи на Эльбе в Торгау (ГДР).
С 1990 года член Синодальной Библейской комиссии. 1 октября 1990 года решением Священного синода титул был изменён на «Нижегородский и Арзамасский».
С 22 ноября 1990 года — член комиссии Священного синода по подготовке изменений в Уставе об управлении РПЦ.
С 29 января 1991 года — председатель комиссии по систематизации и описи документов патриарха Тихона, переданных РПЦ из архива КГБ СССР.
25 февраля 1991 года возведён в сан митрополита.
На Архиерейском соборе 1997 года выступил против канонизации царской семьи, заявив, что ответственность за гибель новомучеников российских лежит на совести Николая II, «в здравом уме и твёрдой памяти» отрёкшегося от престола.
Согласно Уставу об управлении Русской православной церкви по достижении 75 лет подал прошение об увольнении его на покой. 5 октября 1999 года Священный синод постановил «просить митрополита Николая продолжить архипастырское служение в Нижегородской епархии».
20 июня 2001 года владыка Николай был доставлен с инфарктом в реанимационное отделение 1-й Градской больницы Нижнего Новгорода и 21 июня 2001 года скончался.
Похоронен у алтаря кафедрального (на тот момент) Спасского Староярмарочного собора Нижнего Новгорода. Над могилой возведена часовня.
2 октября 2009 года была представлена книга «Святитель земли Нижегородской. Митрополит Нижегородский и Арзамасский Николай (Кутепов)». Выпуск книги приурочен к 85-летию со дня рождения архиерея.
7 мая 2019 года к 95-летию со дня рождения Николая (Кутепова) около здания Нижегородской духовной семинарии открыт памятник (скульптор Алексей Щитов).

## Награды
Церковные:
- Орден святого равноапостольного великого князя Владимира I степени (9 сентября 1986) — в связи с 25-летием архиерейской хиротонии
- Орден святого равноапостольного великого князя Владимира II степени (1963)
- Орден преподобного Сергия Радонежского II степени (29 октября 1981) — в связи с 20-летием архиерейского служения

Государственные:
- Орден Отечественной войны II степени (11.03.1985)
- Орден Трудового Красного Знамени (3 июня 1988 года) — за активную миротворческую деятельность и в связи с 1000-летием крещения Руси[8]
- Медаль «За боевые заслуги»

Общественные:
- Золотая медаль Советского фонда мира (1988)

Почётные звания:
- Почётный гражданин Нижнего Новгорода